# 美國自然史博物館
美国自然史博物馆（英語：American Museum of Natural History）位于美国纽约曼哈顿上西城第八大道及第79街交界，是专注于天文学、地球科学、人类学、古生物学、生物学等的博物馆。建馆于1869年，现有馆员超过1200人，每年承办超过100场特别展览。该馆的主要收藏项目包括于各大洲哺乳动物的收集，以及人类学的馆藏。其人类起源馆（Hall of Human Origin）是全美唯一此领域的专项展览，展示了人类进化过程中的各个阶段。除了展览各种展品外，这家博物馆还有各种培养中学生探索科学的兴趣的教育活动，还会给教师们提供培训。美国自然史博物馆是世界上浏览人数最多的博物馆之一，2010年时有超过500万人参观过这个博物馆。

## 规模与展品
这家博物馆由建造在25栋建筑内的46个展厅组成，展品超过了3600万件。这些展品囊括了天文学、地球科学、人类学、古生物学、生物学等多个范围，其中生物学展品包括12米长，由真正的化石制作的重龙骨架。1925年在美国南部海岸捕获的，重达150吨，高26米的蓝鲸的模型。而天文学方面则有31吨重的世界最大陨石，地球科学领域展品包括563克拉的蓝宝石“印度之星”等等。除了这些展品外，博物馆内还包括海登天文台、一座播放各种科学教育节目的IMAX影院以及一个拥有48万本藏书以及各种相片、手稿的自然科学图书馆，博物馆还负责编撰一本月刊。博物馆的这些藏品来源众多，有些是私人捐赠，有些来自于博物馆自己组织的科学考察队，还有一些来自于关闭的小型博物馆。虽然藏品众多，但实际上观众能见到的只有大约2%，剩下来的藏品大多用作科研。

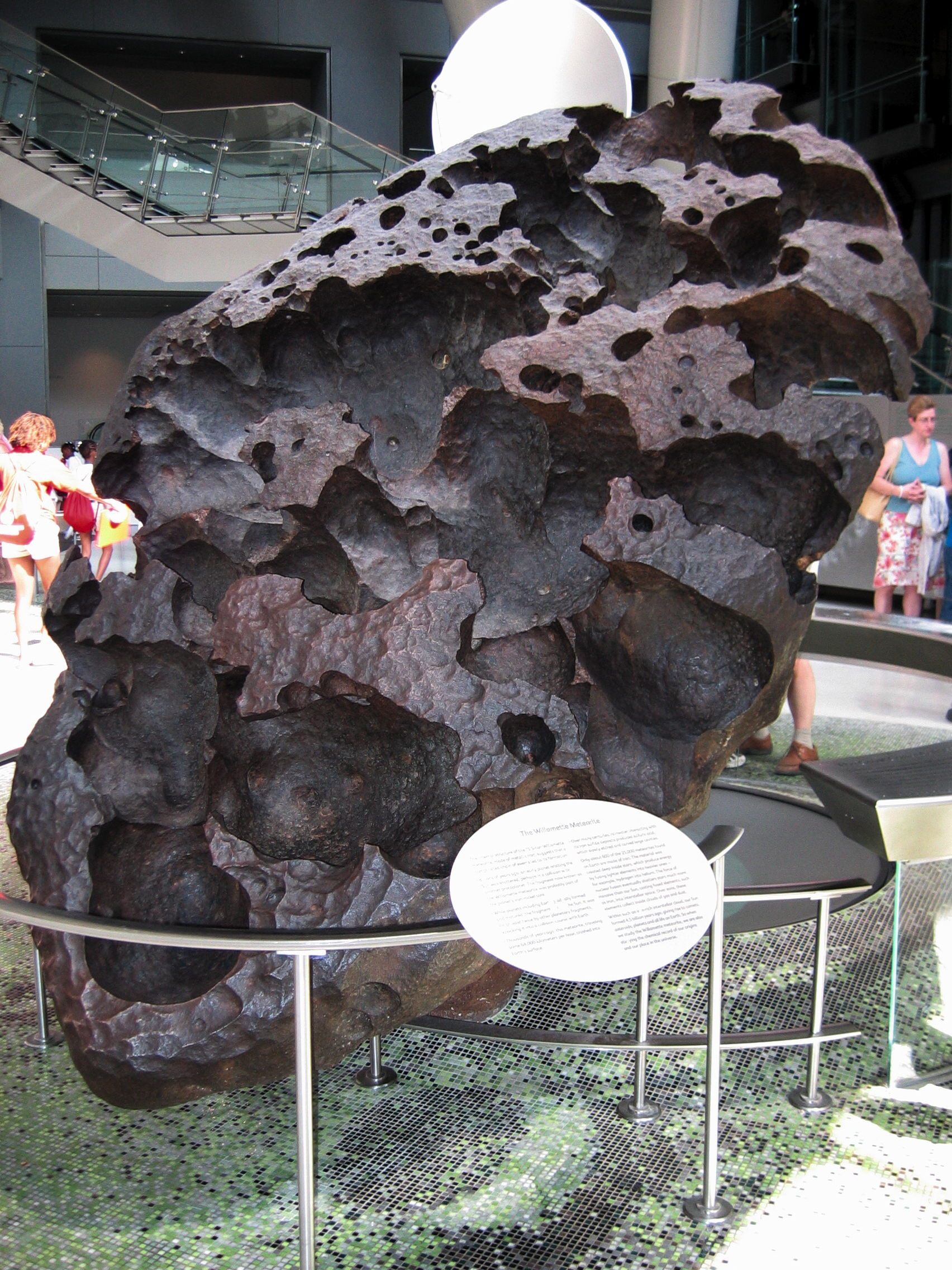
巨型陨石

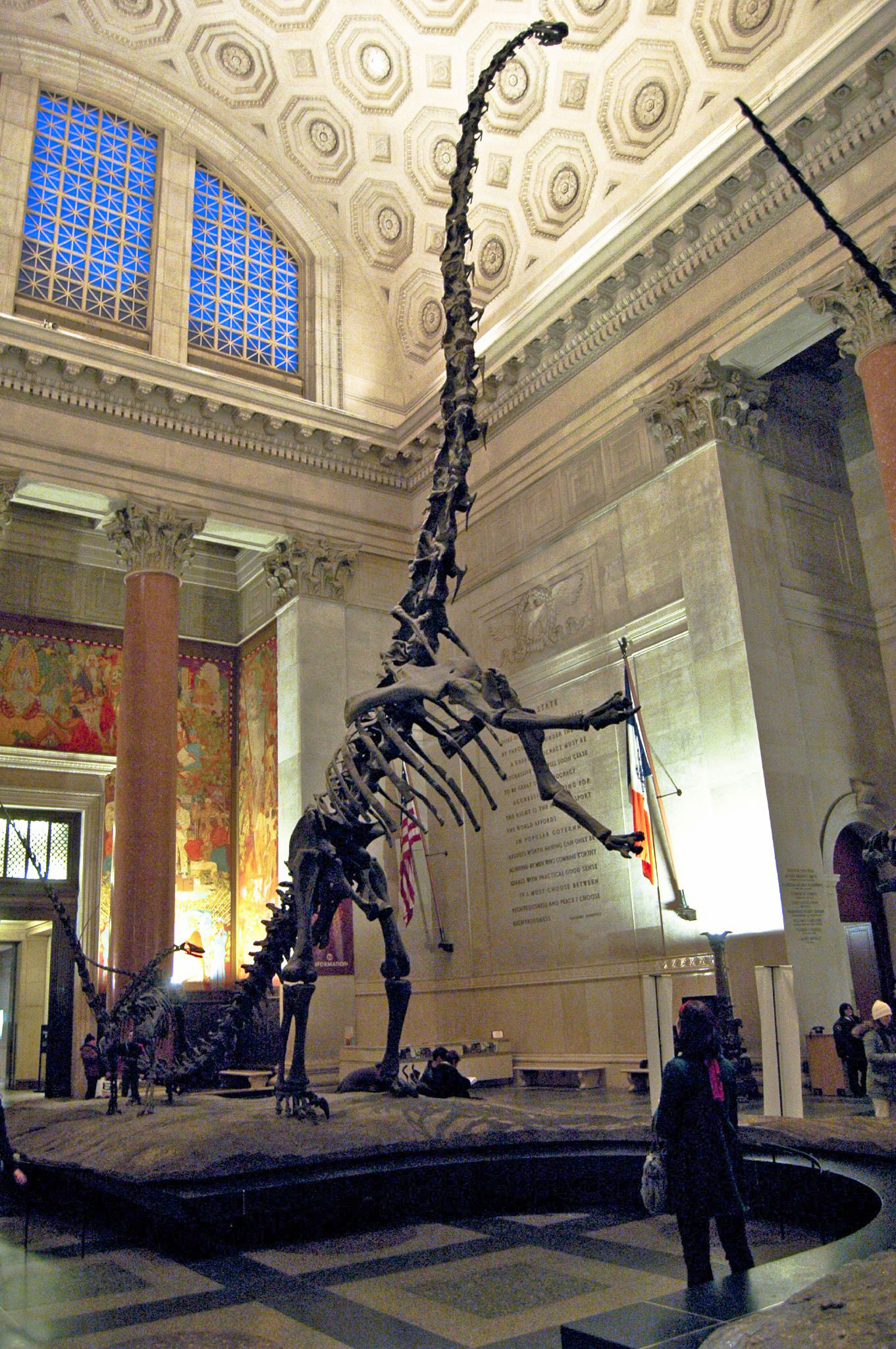
重龍的骨架模型。位於紐約美國自然史博物館

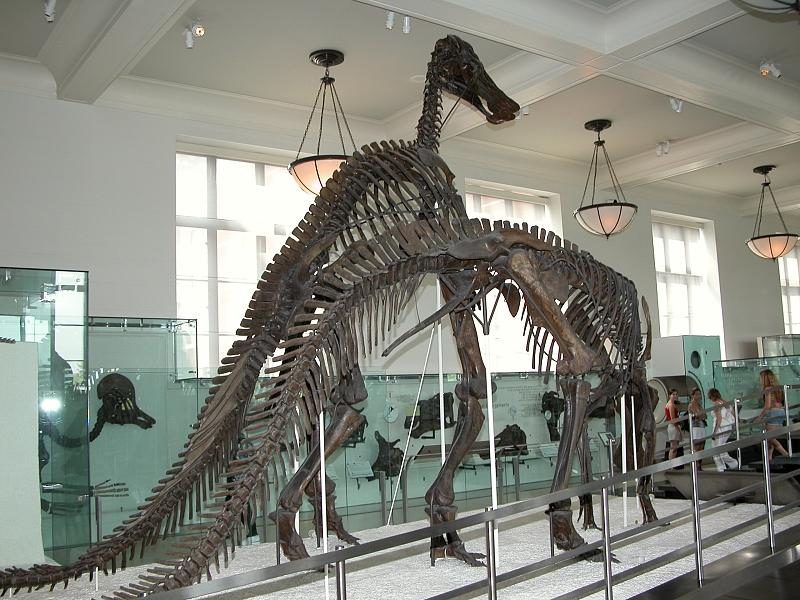
美國自然歷史博物館中的兩個科氏大鴨龍模型，分別是科普研究的正模標本(四足)，以及布郎研究的近模標本(二足)

## 学位
美国自然史博物馆2006年获得纽约州教育理事会授权，下设里查德·吉尔德研究生院（Richard Gilder Graduate School），开办了比较生物学专业。这是博物馆目前唯一提供的学术项目。2009年11月，州政府核准馆方颁发博士学位。美国自然史博物馆因而正式成为美国第一个、也是唯一授与博士学位的美国博物馆。

## 相關影視作品
- 博物館驚魂夜
- 挪威自然史博物館